# Charles Péguy
Charles Pierre Péguy, född 7 januari 1873 i Orléans, död 4 september 1914, var en fransk författare.

## Biografi
Péguy avbröt lysande studier vid École normale supérieure för att under Dreyfusaffären ägna hela sin tid åt politisk och litterär propaganda. Under svåra ekonomiska förhållanden grundade han först en boklåda, sedan 1900 tidskriften Les cahiers de la quinzaine, i vilken han lanserade författare som Georges Sorel och Marcel Proust, vid sidan om långa och ofta tungrodda, men alltid slagfärdigt överraskande och starkt personliga dagspolemiker. Hans boklåda och senare distributionslokalen för Les cahiers kom att bli den märkvärdigaste "litterära salong" Paris hade sett, mötesplats efter Henri Bergsons föreläsningar i det närbelägna Collège de France. På den akademiska ungdomen som han mobiliserade, ofta till gatukravaller, utövande han en fascinerande verkan som senare genom Les cahiers spreds i allt vidare kretsar för att efter hans död bilda en epok i Frankrikes andliga liv, omgivande honom med en legendgloria.
Péguy delade länge sin nära vän Jean Jaurès politiska åsikter och hans humana och demokratiska socialism. Den kompromiss, i vilken Dreyfusstriden rann ut i, föraktade han dock, liksom regeringen Combes sekterism och parlamentariska kompromiss. Péguy började i takt med att konflikterna med Tyskland ökades dras mot nationalismen, och drogs samtidigt till en religiös mysticism, koncentrerad kring Jeanne d’Arcs gestalt. Han besjöng henne i ett versifierat drama, Le mystère de la charité de Jeanne d'Arc (3 band, 1910). Han gjorde också en ensam pilgrimsfärd till Chartres för sitt sjuka barn. Efter att ha mobiliserats vid första världskrigets utbrott 1914 stupade han i slaget vid Marne.
Hans poem Portalen till hoppets mysterium är översatt till svenska och utgivet på förlaget Catholica.